# Duff Roblin Provincial Park
Duff Roblin Provincial Park är en provinspark i Manitoba i Kanada. Den ligger i södra delen av provinsen vid Red River of the North i Winnipeg. Parken är namngiven efter Duff Roblin. Under hans tid som premiärminister i Manitoba infördes Manitobas provinsparksystem och Red River Floodway byggdes.